# Leucania velva
Leucania velva là một loài bướm đêm trong họ Noctuidae.